# 술탄 살라후딘 압둘 아지즈 모스크
술탄 살라후딘 압둘 아지즈 모스크(말레이어: Masjid Sultan Salahuddin Abdul Aziz)는 말레이시아 슬랑오르주의 모스크이다. 샤알람에 위치해있다. 말레이시아에서 가장 큰 모스크이며 동남아시아에서 두번째로 큰 모스크이다. 가장 큰 특징은 커다란 푸른색 돔이다. 모스크는 네 모퉁이에 하나씩의 미나렛을 가지고 있다.

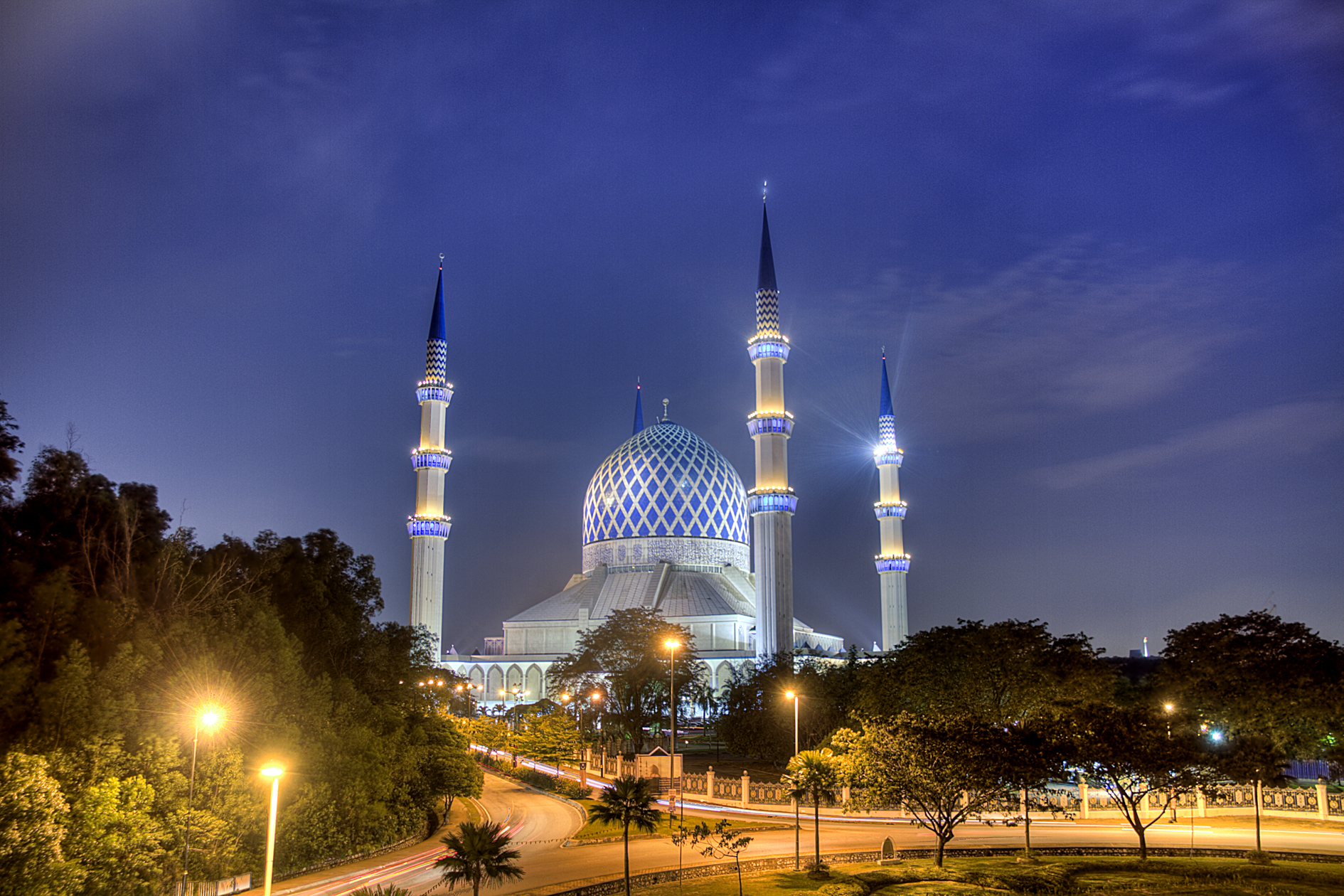
푸른 모스크의 야경